# 毎日名古屋会館
毎日名古屋会館（まいにちなごやかいかん）は愛知県名古屋市中村区名駅に所在していた毎日新聞中部本社が入居していた建築物である。跡地にはミッドランドスクエアが建てられている。尚、運営していた毎日名古屋会館は1987年（昭和62年）に毎日新聞社に吸収合併されたがその後再設立し、2005年（平成17年）4月に吸収合併され、毎日ビルディングとなっている。

## 概要
1953年（昭和28年）に竣工。1956年（昭和31年）にオープンしたホテルニューナゴヤをはじめ、映画館などがあった。またWELCOME TO NAGOYA（ようこそ名古屋へ）のネオンが有名であった。1階には三和銀行（現：三菱UFJ銀行）名古屋駅前支店が入居していた。
しかし建物の老朽化などで豊田ビルとともに2002年（平成14年）末に閉鎖され、翌2003年（平成15年）に解体。2007年（平成19年）に先述のミッドランドスクエアが開業し現在に至る。

## 映画館
- 毎日ホール劇場（4階・1960年 - 2002年、ヘラルドグループ系列[注 1]）
- 毎日地下劇場（地下1階・1960年 - 2002年、ヘラルドグループ系列）
- 名古屋大映劇場（地下1階・1956年3月31日 - 1971年、大映系[注 1]）
- 名古屋松竹座（地下1階・1971年12月 - 2002年、松竹邦画系→丸の内プラゼール系）
- アスター劇場→名古屋グランド6（地下1階・1958年11月 - 2003年1月19日、中日本興業運営[注 2]）